# 薩爾達傳說 不可思議的帽子
《塞尔达传说 缩小帽》（中国大陆又译作）在《薩爾達傳說系列》中，故事時間軸介於《禦天之劍》後，《4人之劍》前，是一部Game Boy Advance游戏，是薩爾達傳說系列游戏的第12部作品；是在任天堂的监督之下，由Flagship开发。于2004年在日本和欧洲发售，2005年在北美洲发售。缩小帽是塞尔达传说系列自2001年的不可思议的果实之后首个在掌上游戏机平台上发行的单人游戏。
《缩小帽》是《薩爾達傳說 四人之劍》和《薩爾達傳說 四人之劍+》之后第三部涉及四人之剑的作品。林克遇到了一个会说话，而且有魔力的“帽子”艾塞罗。它可以将林克缩小到皮克尔一族的大小——大约一个手指那么大。游戏中也有一些过去塞尔达传说系列游戏中常见的种族，例如与幸福碎片相关的哥隆一族。
《缩小帽》受到了评论者的好评。它在IGN的最佳Game Boy Advance游戏排行中排名第20，并被Gamespot评为2005年最佳Game Boy Advance游戏。

## 剧情概要
缩小帽的剧情集中围绕库夫和前作《四人之剑》和《四人之剑＋》中的剑展开。拇指大的皮克尔一族——分为森林、高山和城市三种——在游戏开始的很久之前给了人类一袭绿衣、一把剑和黄金之光。
在库夫将塞尔达公主石化之后，海拉鲁国王让林克到森林找皮克尔帮忙时，冒险便开始了。国王选中林克的原因是只有小孩能看到皮克尔。在旅途中他解救了艾塞罗——一个外形类似帽子而又有一张像鸭子一样的嘴的生物。艾塞罗跳到了林克的头上，并且帮助他缩小到皮克尔的身材大小。 后来的剧情中介绍了艾塞罗的故事：他和库夫原来都是皮克尔一族，艾塞罗是一个手艺人，而库夫是他的学徒。然而，库夫被他心中的憎恨所蒙蔽，戴上了艾塞罗所制作的魔法帽。戴上它的人能实现任何愿望，因而库夫变成了一个强大的巫师，随后利用自己获得的法力将艾塞罗变成了帽子。艾塞罗之后便遇到了林克。在艾塞罗的帮助下，林克搜集了地、火、水、风四种元素，并将它们的力量注入剑中以恢复四人之剑的力量，从而获得了击败库夫的能力。
在林克恢复四人之剑之后，库夫将海拉鲁城变成了黑暗的城堡——游戏的最终关卡。就当库夫要获得塞尔达公主的“黄金之光”时，林克赶到了现场，同库夫作战。这场战斗中，库夫变换多个形态和林克对决。林克带着塞尔达公主试图离开城堡时库夫再次追来，进行最后的决战。决战之后艾塞罗变回了原样。魔法帽从库夫身上分离出来，艾塞罗把它交给了塞尔达公主，塞尔达公主利用它解除了人们身上的诅咒，并且将城堡恢复成原样。随后魔法帽就消失了。艾塞罗给了林克一个新帽子，对他说喜欢和他一起旅行，随后就趁连接世界的大门关闭之前回到皮克尔世界去了。

## 游戏系统
本作基本延续了塞尔达系列前作中的游戏系统。主角林克需要在迷宫中取得某一项特殊装备来获得更大的活动范围；同时，在和迷宫的头目作战时，林克也需要使用在这个迷宫中获得的装备。这个游戏也制作了若干支线任务。塞尔达系列其他作品中的一些角色也会在支线任务中登场，比如找到汀空的所有兄弟之后可以获得一个奖励。
在新的GBA平台上，游戏的效果得到了优化。玩家的视角相对前作更低一些，这样一来，画面可以表现出更多的细节。同时，画面上对装备物的显示方式也进行了改进，装备的图标和相应的按键图标配对显示，与同系列的3D游戏如《时之笛》或者《风之杖》类似。林克也可以做一些3D游戏中的动作，如跑动是前滚翻以加快速度。
本作中加入了三项新装备：魔法壶、弹跳杖和挖掘手套。魔法壶可以将附近的物体吸到面前，或者吸走地表的尘土；弹跳杖可以将其集中的物体翻转，也可以帮助林克跳起；挖掘手套可以在特定的土壤中掘进。本作的战斗系统也得到了提升，林克可以学习剑技；这些剑技中有一些在前作中出现过，另一些则是新引入的。

### 幸福碎片
林克在冒险中可以找到一种物品，名叫幸福碎片。幸福碎片是勳章的残片。林克和其它人物拼碎片成功后可以获得一些奖励。为了将碎片拼合完整，拼合时须将两枚形状互补且颜色相同的碎片拼在一起。
幸福碎片的颜色代表它的稀有程度和可以获得的奖励的多少，最稀有的碎片可以获得最好的奖励。除了仅有的几枚金色碎片是推动剧情发展所必须的碎片之外，其它的碎片都作为支线任务出现，并不是必须的。林克可以和任何有碎片的人物拼碎片，人物是否有碎片可以从接近时出现的气泡看出。

### 图鉴
和《风之杖》类似，缩小帽还有一个图鉴的支线。玩家通过从各地收集“神秘海螺”，到哈依拉尔镇的一家店里换抽扭蛋的机会，抽到的内容是主角到达的位置、遇到的人物或者怪物的图鉴。只有到达过的地方和遇到过的人、怪物才有可能被抽到。图鉴中每一项都附有一段简短的文字，比如关于怪物的弱点。抽到的扭蛋中可能会有已有的图鉴，如果想获得未抽过的图鉴则需要使用较多的海螺，每多用一枚海螺可以增加1%的获得新图鉴的概率。

## 开发和推广

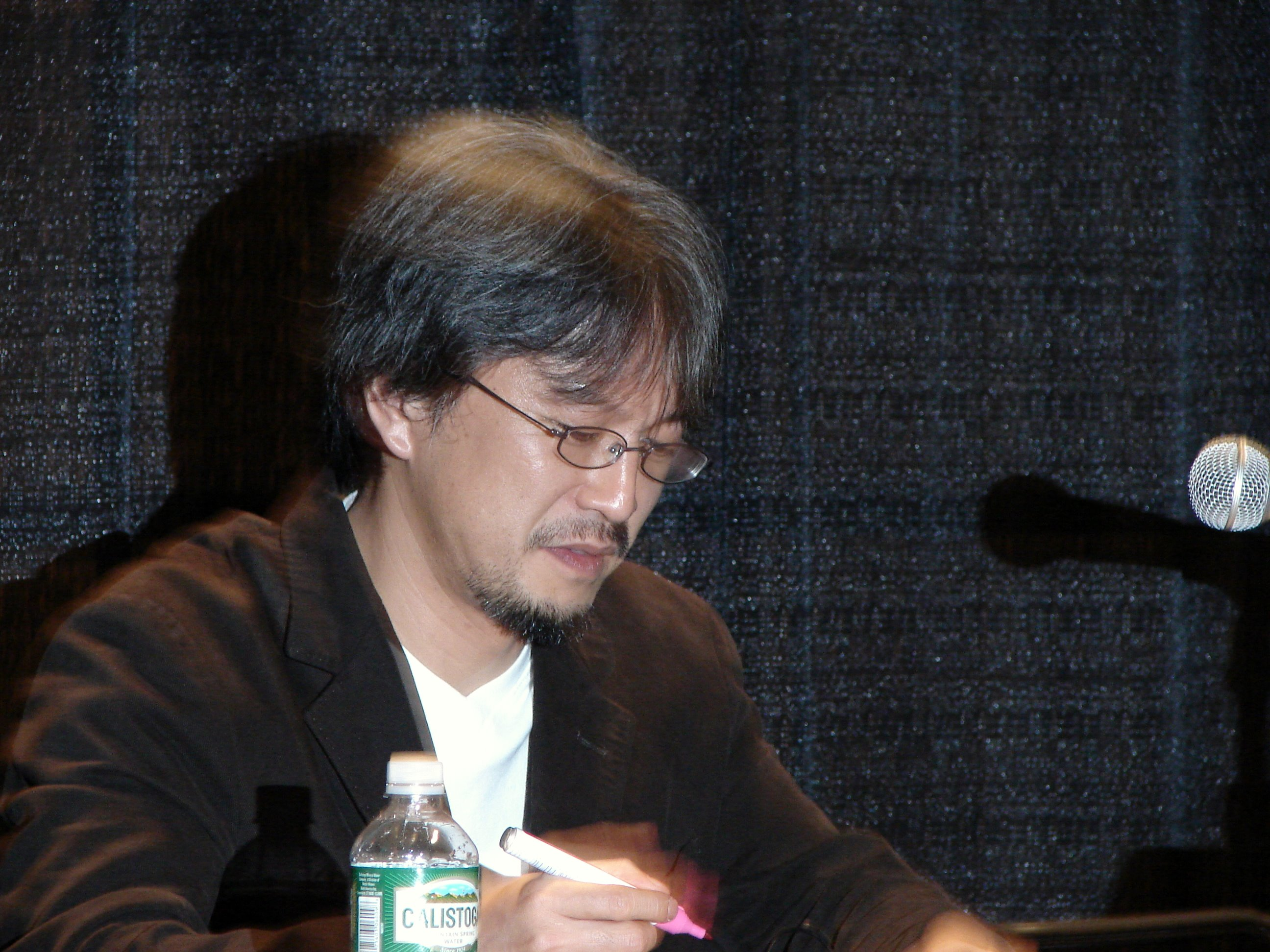
塞尔达传说系列导演青沼英二在2007年游戏开发者大会上作发言。

在卡普空和旗下子公司Flagship完成Game Boy Color平台上的《塞尔达传说 不可思议的果实》之后，两家公司开始准备在新的GBA平台上开发新的塞尔达传说游戏。当时，开发团队将注意力放在了《四人之剑》上，GBA新款游戏的工作被暂时搁置下来；不过2003年2月，宫本茂和青沼英二还是宣称这一项目正在“顺利推进”任天堂于2004年9月建立了缩小帽的网站，透露出林克可以分身的概念。
与塞尔达系列其它作品不同，本作在欧洲发行早于北美。最受认可的理由是，发售日期受到了任天堂DS发售的影响：NDS于2004年11月在北美发售，而在欧洲则是2005年3月；在欧洲，任天堂提前发售时间至2004年11月，以赶上圣诞节，让缩小帽成为其在掌机平台上的“杀手级应用”；而在北美，游戏的发售时间只能延后以避免和自家的新平台发售撞车。

### 打包销售
在欧洲市场，缩小帽也和限量版Game Boy Advance SP打包进行销售。这一款限量版GBASP采用塞尔达传说主题，外表为金色，翻盖上印有塞尔达传说的Triforce标志，手持部分右下角则印有哈依拉尔皇家徽章。
任天堂欧洲生产了7件镀24K金的Game Boy Advance SP，其中6件作为推销手段送给了在上述限量版包装中发现金色纸条的买家，第七件则被一家杂志用作促销品。

## 评价和奖项
整体上说，这一款游戏受到了比较高的评价。IGN评价说这一作延续了系列前作的特色，GameSpot也说，“玩家会对经典的塞尔达传说游戏模式感到满意”。游戏图形延续了风之杖的风格，这一点受到了很多评论的青睐。游戏的音乐也得到了很高的评价，如Gamespy评论说，“这一作的音乐也非常出众，可以说是GBA小小的喇叭里传来的最美妙的旋律”。虽然对于迷宫的长度有所批评，1UP.com还是对迷宫设计给予了好评，认为这一作的迷宫较塞尔达系列前作更好。
对于这一作的批评主要集中在游戏长度上。Eurogamer认为这一作游戏长度太短，而RPGamer则说，“一个典型的玩家可以在10个小时之内‘飞过’这6个不长的迷宫”。此外也有一些其它的批评，如IGN认为幸福碎片系统过于繁琐；Nintendo World Report批评它在Game Boy Player上运行的视觉效果；ROGamer则认为游戏的难度过低除此以外，IGN的克雷格·哈里斯对游戏中“把变小的功能融入谜题之中”这一设计给予了好评，他说，“这个想法非常好，我希望在这一系列的3D游戏中再次见到它
《塞尔达传说 缩小帽》在决赛中战胜《火焰之纹章：圣魔之光石》和《转转瓦里奥》，获得了GameSpot的2005年最佳GBA游戏的奖项；GameSpot评价它为“让我们印象最深刻的GBA游戏”。2007年3月，IGN将它评为GBA最佳游戏第20名，并评论说，“游戏中对于缩小和长大的探索得到了很好的结果”。在《任天堂官方杂志》中，它被评为“100个最佳任天堂游戏”第47名。在GameRankings中，本作获得了92分的平均分。

## 评论原文
1. ↑  "Even the music is outstanding, featuring some of the highest quality tunes to ever come out of the GBA's little speakers."
2. ↑  "The typical player can fly through the game's six relatively short dungeons in about ten hours."
3. ↑  "It's an idea that's so well-conceived that I'd love to see worked in the series' 3D designs somewhere down the line."
4. ↑  "the Game Boy Advance game we remember the most"
5. ↑  "The inclusion of the ability to shrink and grow was explored to some really good results."

## 延伸阅读
- (PDF). Japan: 任天堂.   [2007-12-14]. AGB-BZME-USA. （原始内容 (PDF)存档于2021-03-13）.